# Charline Van Snick
Charline Van Snick (Liège, 2 de setembro de 1990) é uma judoca belga que conquistou uma medalha de bronze nas Olimpíadas de 2012 na categoria até 48 kg.